# Grüne Villa (Weimar)

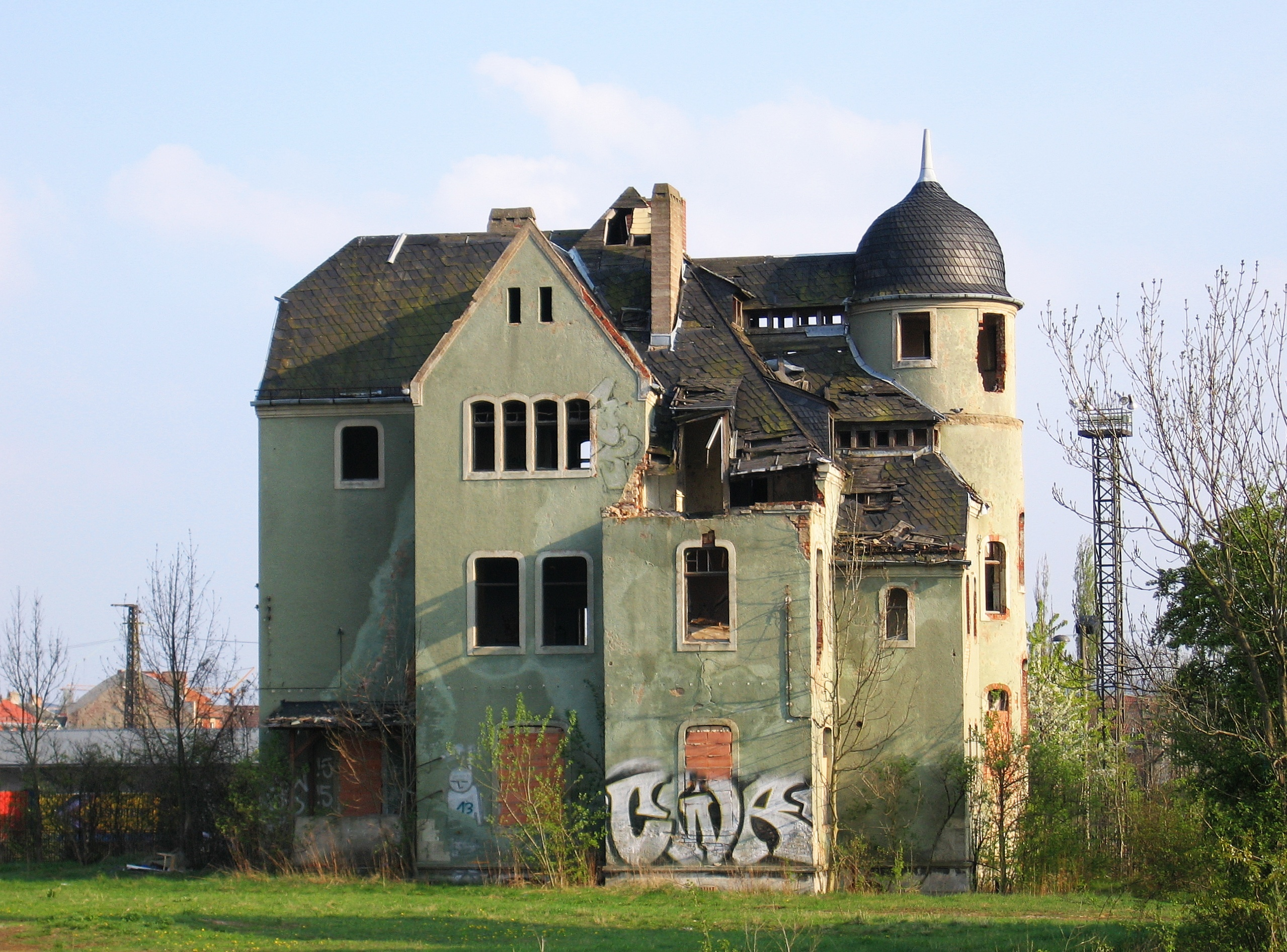
Die Ruine der Hetzer-Villa (2009)

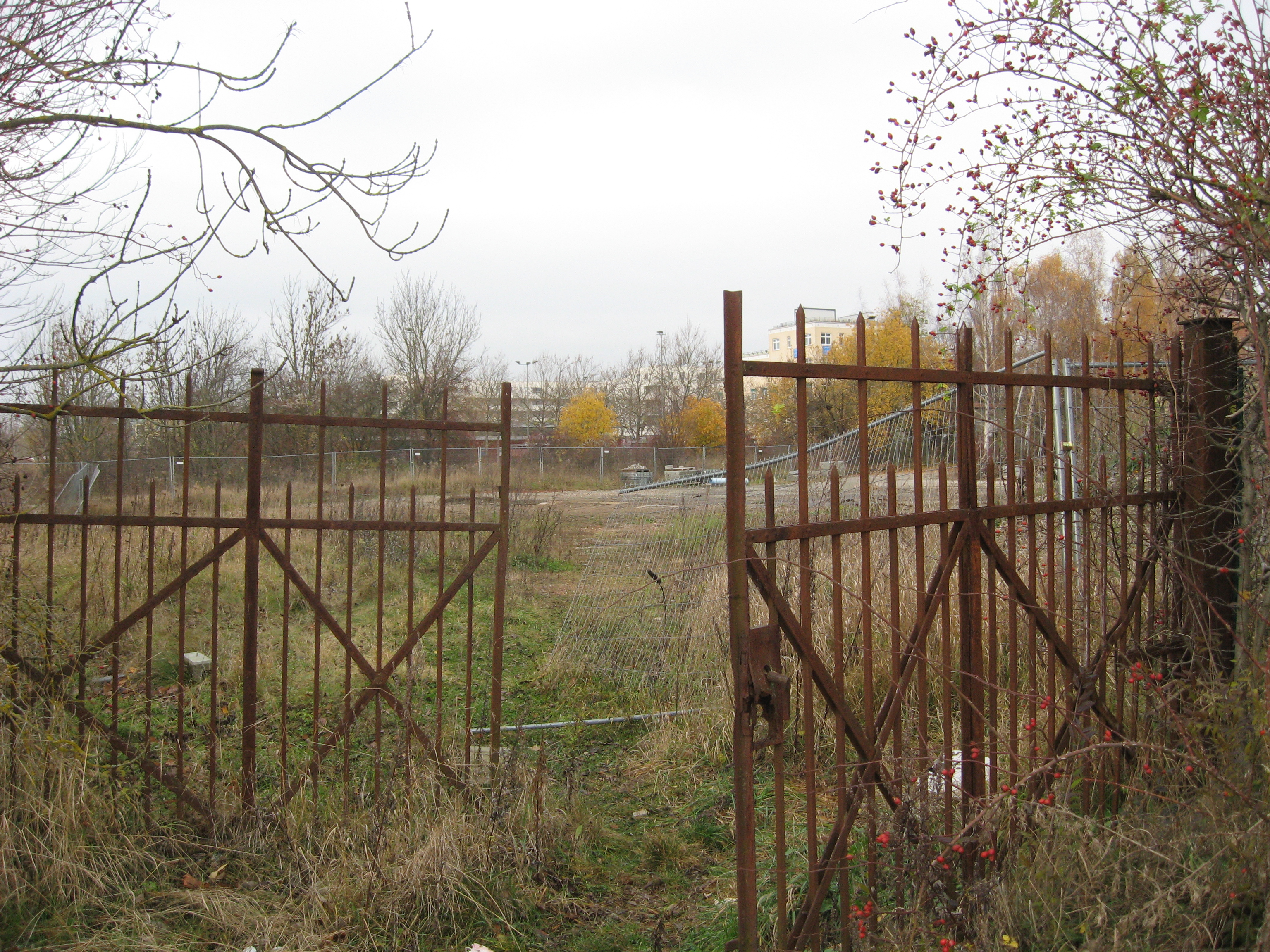
Der Standort im Jahr 2021

Die Grüne Villa, nach ihrem Besitzer auch Hetzer-Villa genannt, war eine gründerzeitliche Villa  in Weimar in Thüringen.
Gut sichtbar bei der Einfahrt in den Weimarer Bahnhof mit dem Zug war sie ein markantes Bauwerk in der Weimarer Nordstadt.
Ursprünglich lag sie auf dem Gelände des bekannten Holzbaubetriebs von Otto Hetzer in der heutigen Marcel-Paul-Straße und grenzte an den Güterbahnhof Weimar in der Ettersburger Straße, 

## Geschichte
Karl Friedrich Otto Hetzer gründete 1872 sein holzverarbeitendes Unternehmen nördlich des Weimarer Bahnhofs an der heutigen Marcel-Paul-Straße. Neben der als Hetzerhalle bekannt gewordenen Werkshalle ließ er auch eine Fabrikantenvilla auf dem Betriebsgelände errichten, einen romantischen Bau im Stile eines Märchenschlosses.
Die Villa stand seit den 1990er Jahren leer und verfiel. 2012 wurde sie abgerissen. Nachdem auch die benachbarte Viehauktionshalle und die Hetzerhalle durch Brandstiftung bzw. Gebäudeeinsturz zerstört wurden, stellt das ehemalige Hetzer-Werksgelände 2023 eine innerstädtische Brache dar.